# Cyrtarachne ixoides
Cyrtarachne ixoides är en spindelart som först beskrevs av Simon 1870.  Cyrtarachne ixoides ingår i släktet Cyrtarachne och familjen hjulspindlar. Inga underarter finns listade i Catalogue of Life.